# Kráska v nesnázích
Kráska v nesnázích je česká filmová drama/komedie režiséra Jana Hřebejka z roku 2006 na motivy básně od Roberta Gravese pojednávající o lásce jedné ženy ke dvěma mužům, a jejím dilematu, zda se přiklonit k milostnému, nebo zajištěnému životu. Film byl podpořen Státním fondem České republiky pro podporu a rozvoj české kinematografie.
Film měl světovou premiéru na festivalu v Karlových Varech, kde získal zvláštní cenu poroty a byl i nominován na Křišťálový glóbus.
Film získal tři České lvy: za nejlepší ženský herecký výkon v hlavní i vedlejší roli (Anna Geislerová a Jana Brejchová) a za nejlepší mužský herecký výkon v hlavní roli (Jiří Schmitzer). Dále byl nominován v kategoriích nejlepší film, nejlepší režie, nejlepší scénář, nejlepší kamera a nejlepší mužský herecký výkon ve vedlejší roli pro Josefa Abrháma.